# Absouya (département)
Pour le village chef-lieu, voir Absouya.
Absouya est un département et une commune rurale de la province de l’Oubritenga, situé dans la région du Plateau-Central au Burkina Faso.

## Démographie
Le département comptabilisait :
- 26 338 habitants en 2006[3].
- 35 221 habitants en 2019[2].

## Villages
Le département et la commune rurale d'Absouya comprend dix-neuf villages (depuis 2012, dont dix-sept recensés en 2006), dont le village chef-lieu homonyme (données de population consolidées issues du recensement général de 2006) :
- Absouya (2 099 habitants), chef-lieu
- Bargo (1 778 habitants)
- Batenga (641 habitants)
- Bendogo (2 411 habitants)
- Bilogtenga (3 060 habitants en 2006, 1 457 habitants estimés sans Nayampousgo et Songdin en 2012)
- Danaogo (1 259 habitants)
- Gounghin (1 877 habitants)
- Largo (1 075 habitants)
- Moanèga (1 971 habitants)
- Mockin (2 720 habitants)
- Nabdoghin (1 257 habitants)
- Nayampousgo (600 habitants estimés en 2012, encore rattaché à Bilogtenga en 2006)
- Nioniogo (1 649 habitants)
- Sattin (1 008 habitants)
- Siguinvoussé (1 036 habitants)
- Siny (568 habitants)
- Songdin (1 003 habitants estimés en 2012, encore rattaché à Bilogtenga en 2006)
- Tambizinsé (453 habitants)
- Tampaongo (1 476 habitants)